# Haplostylus quadrispinosus
Haplostylus quadrispinosus is een aasgarnalensoort uit de familie van de Mysidae. De wetenschappelijke naam van de soort is voor het eerst geldig gepubliceerd in 2004 door Wooldridge & Victor.